# Gócza Elen
Gócza Elen (Székesfehérvár, 1965. április 4. –) magyar állat-biotechnológus, egyetemi tanár; a Magyar Tudományos Akadémia levelező tagja (2022).
Kutatási területe az egér fejlődésbiológiája, a kiméra embriók és az embrionális eredetű őssejt-vonalak vizsgálata.

## Életpályája
1989-ben diplomázott az Eötvös Loránd Tudományegyetem Természettudományi Karának biológus szakán. 1989–1995 között az Eötvös Loránd Tudományegyetem Természettudományi Kar Gödi Biológiai Állomás Embriológiai Laboratóriumában dolgozott.
1993-ben doktorált. 1996-ban PhD. fokozatot szerzett az Eötvös Loránd Tudományegyetemen. 1996 óta a gödöllői Mezőgazdasági Biotechnológiai Kutatóközpont Állatbiológiai Intézetének munkatársa.
2007-ben habilitált.
2013–2020 között a Magyar Tudományos Akadémia Mezőgazdasági Biotechnológiai Tudományos Bizottság titkára volt, 2020-tól elnöke. 2014-ben a Magyar Tudományos Akadémia doktora lett. 2019-től a Magyar Tudományos Akadémia Agrártudományok Osztálya nem akadémikus közgyűlési képviselője. 2019-től a Szent István Egyetem címzetes egyetemi tanára.
2020-tól a Magyar Tudományos Akadémia Doktori Tanácsának tagja. 2022-ben lett a Magyar Tudományos Akadémia levelező tagja.

## Díjai, ösztöndíjai
- Soros-ösztöndíj (1997)
- OECD ösztöndíj
- Bolyai-ösztöndíj (1998)
- DAAD-ösztöndíj (2011)
- Akadémiai Díj (2021)
- A Magyar Érdemrend tisztikeresztje (2022)[5]